# Тодесон, Куно Эдуардович
Куно Тодесон (Тодессон; 26 мая 1924 Таллин – 6 мая 2022) — государственный деятель Эстонской ССР.

## Биография
Куно Тодесон родился в Эстонии, но в 1927 году переехал с родителями из Эстонии в СССР, в город Ленинград.
Он был мобилизован в 1942 году и участвовал в Великой Отечественной войне в составе 917-го стрелкового полка 249-й стрелковой дивизии (2-го формирования) 8-го Эстонского стрелкового корпуса.
Окончил среднюю школу в 1953 году, а в 1959 году — Московский заочный институт советской торговли.
В 1947—1955 годах — председатель Калининского райисполкома города Таллина, заведующий отделом торговли Таллинского горисполкома, в 1955—1957 годах — директор Пярнуского горторга, в 1957—1960 году — заведующий организационным отделом, в 1960—1963 годах — заместитель министра торговли Эстонской ССР, в 1963—1989 годах — министр торговли Эстонской ССР.
Член КПСС с 1948 года. Он был депутатом VII, VIII, IX, X и XI созывов Верховного Совета Эстонской ССР.

## Награды
- Орден Октябрьской Революции
- Орден Отечественной войны I степени
- Орден Трудового Красного Знамени
- Орден Трудового Красного Знамени
- Орден Дружбы Народов
- Орден «Знак Почёта»
- Орден Славы 3 степени
- Медаль «За отвагу»